# Kühler Unterzwerg
Kühle Unterzwerge sind Sterne und werden – analog zu den Heißen Unterzwergen – mit dem Präfix (sd) klassifiziert. Dabei steht das (sd) für Sub-Dwarf was dem englischen Begriff für Unterzwerge entspricht.
Sie haben eine Oberflächentemperatur von etwa 2000 bis 6000 K – entsprechend werden sie in die Klassen (sd)M bis (sd)G eingeteilt. Vergleicht man Unterzwerge im Hertzsprung-Russell-Diagramm mit gewöhnlichen Zwergsternen bestimmter Masse (wie der Sonne), so befinden sich die kühlen Unterzwerge aufgrund ihrer heißeren Oberfläche von der Hauptreihe links, und weil sie heller sind, auch etwas weiter oben; sie sind jedoch nicht hell genug, um die Helligkeit von massereicheren Hauptreihensternen zu erreichen. Auf diese Weise bilden kühle Unterzwerge eine eigene "Hauptreihe" unterhalb der gewohnten und werden deswegen irreführenderweise als leuchtschwächer bezeichnet.
Kühle Unterzwerge sind im Allgemeinen sehr alte Population-II-Sterne, welche überwiegend zum galaktischen Halo der Milchstraße gehören und hohe Geschwindigkeiten relativ zur Sonne haben.

## Aufbau

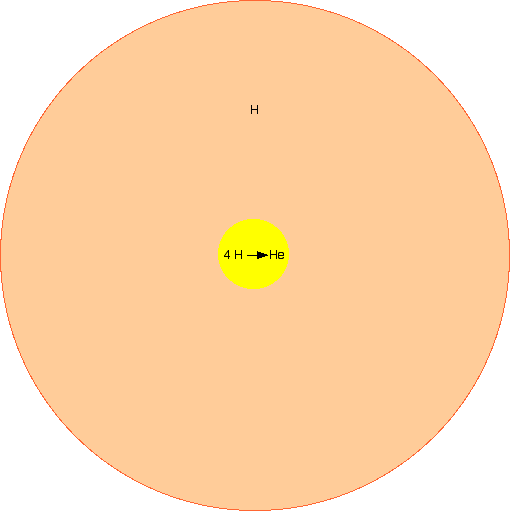
Nicht maßstäblicher Schnitt durch einen kühlen Unterzwerg Subtyp M

Kühle Unterzwerge sind metallarm, d. h. Elemente schwerer als Helium sind in ihnen seltener als gewöhnlich was zu einem leicht abweichenden Sternaufbau führt. Davon abgesehen sind kühle Unterzwerge aber wie Hauptreihensterne und beziehen ihre Energie aus dem Wasserstoffbrennen. Durch die niedrigere Metallhäufigkeit verringert sich die Opazität des Sterninneren (es wird lichtdurchlässiger), und somit verringert sich der nach außen gerichtete Strahlungsdruck im Stern. Dies wiederum hat zur Folge, dass der Stern kleiner und heißer ist als ein gewöhnlicher Population-I-Hauptreihenstern gleicher Masse. Aufgrund ihrer geringeren Opazität strahlen kühle Unterzwerge stärker im Ultraviolett als Hauptreihensternen der gleichen Spektralklasse.

## Substellare Unterzwerge
Eine neuere Entwicklung ist die Entdeckung von kühlen Unterzwergen, bei denen es sich um Braune Zwerge (Halo transitional brown dwarfs) handeln könnte. Die bisher entdeckten haben Spektralklassen bis spät L.
Diese Unterzwerge haben ferner Unterkategorien (Spektralklasse L):
- sdL: subdwarf
- esdL: extreme subdwarf
- usdL: ultra-subdwarf

## Beispiele
- sdM: Kapteyns Stern, Wolf 1130
- sdL: 2MASS J05325346+8246465 und 2MASS J16262034+3925190, möglicherweise Braune Zwerge mit geringer Metallizität[4]